# Röhrig
Röhrig é um município da Alemanha localizado no distrito de Eichsfeld, estado da Turíngia.  Pertence ao Verwaltungsgemeinschaft de Uder.

## Demografia
Evolução da população (em 31 de dezembro):
| - 1933 - 279 - 1939 - 297 - 1994 - 221 - 1995 - 221 - 1996 - 230 | - 1997 - 231 - 1998 - 229 - 1999 - 244 - 2000 - 248 - 2001 - 252 | - 2002 - 256 - 2003 - 258 - 2004 - 264 |

Fonte: Datenquellen - www.verwaltungsgeschichte.de und Thüringer Landesamt für Statistik